# 整備兵
整備兵（せいびへい）は、軍用航空機の整備にあたる大日本帝国海軍の兵種である。
海軍航空機の整備は、航空科に属する水兵または機関兵の所管であったが、昭和9年4月、整備科という兵種が新設され、海軍兵種階級および海軍武官官階の改正で航空科から独立した。
海軍航空隊において整備術を修め、特修兵となる者は、海軍整備特務大尉に累進し、特選によって海軍少佐に進むことができる。
海軍兵職階においては整備科に海軍一等整備兵、海軍二等整備兵、海軍三等整備兵、海軍四等整備兵の順になり、海軍武官官階の整備科は、海軍整備特務大尉、海軍整備特務中尉、海軍整備特務少尉、海軍整備兵曹長、海軍整備一等兵曹、海軍整備二等兵曹、海軍整備三等兵曹の順である。